# USS Port Royal (CG-73)
USS Port Royal (CG-73), dvadeset i sedma raketna krstarica klase Ticonderoga u službi američke ratne mornarice; drugi brod koji nosi to ime.

## Vanjske poveznice
- USS Port Royal  Arhivirana inačica izvorne stranice od 23. studenoga 2013. (Wayback Machine)